# Гжегож Турнау
Гжегож Єжи Турнау (пол. Grzegorz Jerzy Turnau, нар. 31 липня 1967, Краків) — польський музикант, співак, виконавець бардівської пісні.
Вивчав англійську філологію в Ягеллонському університеті. Нагороджений Хрестом Заслуги (Польща).
Приятелює з лідером гурту «Раз, Два, Тши» Адамом Новаком.